# 郎木寺
郎木寺，即“德合仓郎木赛赤寺”，简称“赛赤寺”（英語：Taktsang Lhamo Monastery，即“德合仓郎木寺”），位于甘肃省甘南藏族自治州碌曲县郎木寺镇郎木村，是一座藏传佛教格鲁派寺院。

## 简介
郎木寺（赛赤寺）的藏语法名全称“噶丹雪珠皖嘎昭吾林”，意为“具喜论修白莲花解脱洲”。
郎木寺（赛赤寺）位于海拔3350米的郎木寺镇，处在碌曲县城以南90公里处，创建于1748年，是甘肃省、青海省、四川省交界处的著名佛教寺院。据说此地是莲花生降伏妖魔之地。清朝乾隆十三年（1748年），西藏拉萨甘丹寺第五十三任甘丹赤巴嘉参桑格（也是第一世郎木赛赤活佛）步行至此，见群峰灵光闪耀，山下云雾缭绕，认为是有灵气的宝地，便在此兴建了郎木寺。郎木寺寺前的山外形似僧帽，寺东是红色沙砾岩壁，寺西是连绵的石峰。寺院金碧辉煌，与四周的塔板民居掩映在苍松古柏之中。
郎木寺镇南有一条小溪流过，小溪宽度不到2米，名为“白龙江”（“白龙江”是汉语名称。藏语名称汉语意译为“白水河”）。白龙江北岸是甘肃省碌曲县郎木寺镇，白龙江南岸是四川省若尔盖县红星乡。原来藏语对白龙江两岸这片地方的称谓为“德合仓郎木”（藏語：རྟག་ཙང་ལྷ་མོ，“德合”意为老虎，“德合仓”意为老虎洞，“郎木”意为仙女，合而意为老虎洞仙女。因为甘肃省、四川省的汉语方言不同，所以汉语音译分别作“德合仓郎木”、“达仓纳摩”等等）。后来，这片地区通用“郎木寺”作为地名，这是一个汉藏结合的地名。此后甘肃省碌曲县又将白龙江北的镇子直接命名为“郎木寺镇”。
甘肃省碌曲县郎木寺镇和四川省若尔盖县红星乡，分别有一座藏传佛教格鲁派寺院。白龙江北的郎木寺镇内的寺院是“德合仓郎木赛赤寺”（简称“赛赤寺”，又译“色止寺”、“赛驰寺”等等，即本条目所述的寺院），白龙江南的红星乡内的寺院是 “德合仓郎木格尔底寺”（简称“格尔底寺”），两寺隔白龙江相对。两寺其实都可称为“郎木寺”，但现在一般把白龙江北的“赛赤寺”称为“郎木寺”，而把白龙江南的“格尔底寺”直接称作“格尔底寺”。在格尔底寺附近还有一座伊斯兰教清真寺。
传说，白龙江东南岸的峡谷中有个大山洞，洞内有猛虎，所以称“德合仓”（老虎洞）；洞中有一钟乳石很像仙女，所以称“郎木”，“德合仓郎木”便指“老虎洞中有仙女”。此外还有其他传说称，很久以前，这里有位美若仙女的姑娘，为了解除老虎下山伤人之灾，她化成岩石，立在山洞中，与虎作伴，老虎从此不必再下山伤人。形似仙女的钟乳石在溶洞内端最高处，像一尊坐着的女石佛，藏族民众认为她是保护生灵、为民除病的女神，常来参拜，祈求平安。进入该洞者，还用钟乳石上滴下的水洗头，或给孩子洗脸。据说，用洞内光滑的石头在肚皮附近磨擦，便可除病消灾。溶洞外的岩壁上，有两眼很像一对眼睛的“眼睛泉”，从石头中渗出的水被视为神水，用这神水清洗眼睛可使眼睛更明亮、不患眼疾。
郎木寺（赛赤寺）建寺以后，该寺历世郎木赛赤活佛继承第一世郎木赛赤活佛的弘法之愿，均成为佛学通达的高僧。经过前后五世郎木赛赤活佛的扩建，至1958年前，郎木寺有闻思学院、续部学院、时轮学院、医学院、印经院，并且建有大经堂、金瓦殿等殿堂、囊欠将近20座。郎木寺的佛塔内主供第一世郎木赛赤活佛的肉身灵塔（据说该灵体的指甲、头发如新生长的一般），以及70多座不同规格的佛塔。郎木寺下辖有十座属寺以及两座静修院。该寺的信众分布在甘肃省碌曲县郎木寺镇、阿拉乡及卓尼县、迭部县和四川省江岔热瓦等地。1958年时，该寺僧人500多名，是安多著名的大寺之一。郎木寺在1958年及文化大革命中先后被拆毁，1981年5月经人民政府批准重新开放并复建。
1906年7月20日，十三世达赖接受了安多地区的郎木寺活佛敬献的三佛田。
1926年，美国宣道会传教士埃克瓦尔（R.B.Ekwall）第一次到达郎木寺，便为这里的风景深深吸引。郎木寺日后成了埃克瓦尔的主要传教地。他以一个宗教人员的身份，拿着寺院主事的介绍信去了阿坝麦桑土官地区。虽然得到女土官的接待，却受到了那里藏传佛教僧人的敌视，不得不退出来。1930或1931年，利用赛赤寺和格尔底寺的矛盾，埃克瓦尔筹划去郎木寺传教的计划终于成行。他用藏名“喜饶宗哲”，穿藏袍，入藏俗，在郎木寺扎根下来。他在日后的文章和采访中声称，他曾经使郎木寺附近的一个部落皈依基督教，把郎木寺一带发展成了宣道会在甘肃汉藏边界最远的传教点。30年代中期，埃克瓦尔曾经写了一部宣道会的历史，并偶尔给《亚洲》杂志撰稿。他写的这部宣道会历史出版后取名为《五十年》（Fifty Years），埃克瓦尔的原名为《开赴全球》（Into All The World），显现出一个传教士对宣教事业的雄心壮志。1935—1939年，埃克瓦尔回国休假四年。1940年，埃克瓦尔的妻子在藏区去世。第二年他离开甘南藏区前往印度支那，从此再也没有回来。埃克瓦尔人生颇具传奇色彩，他的父母也是在中国传教的宣道会传教士，他本人就出生在甘肃岷县，并精通英、汉、藏三种语言。他后来在二战中做过美军的随军翻译，并参加了朝鲜战争和日内瓦会议，最终回到美国做了一名大学教授。后来写出一本Tibetan Skylines（中译本名为《西藏的地平线》），在美国出版。这令郎木寺在国外知名度大增，不少欧美国家出版的旅游手册中，都标有郎木寺。

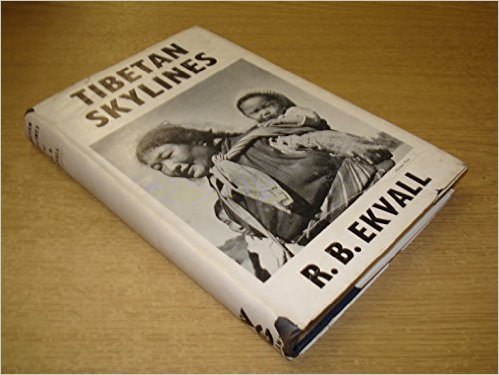
Tibetan Skylines

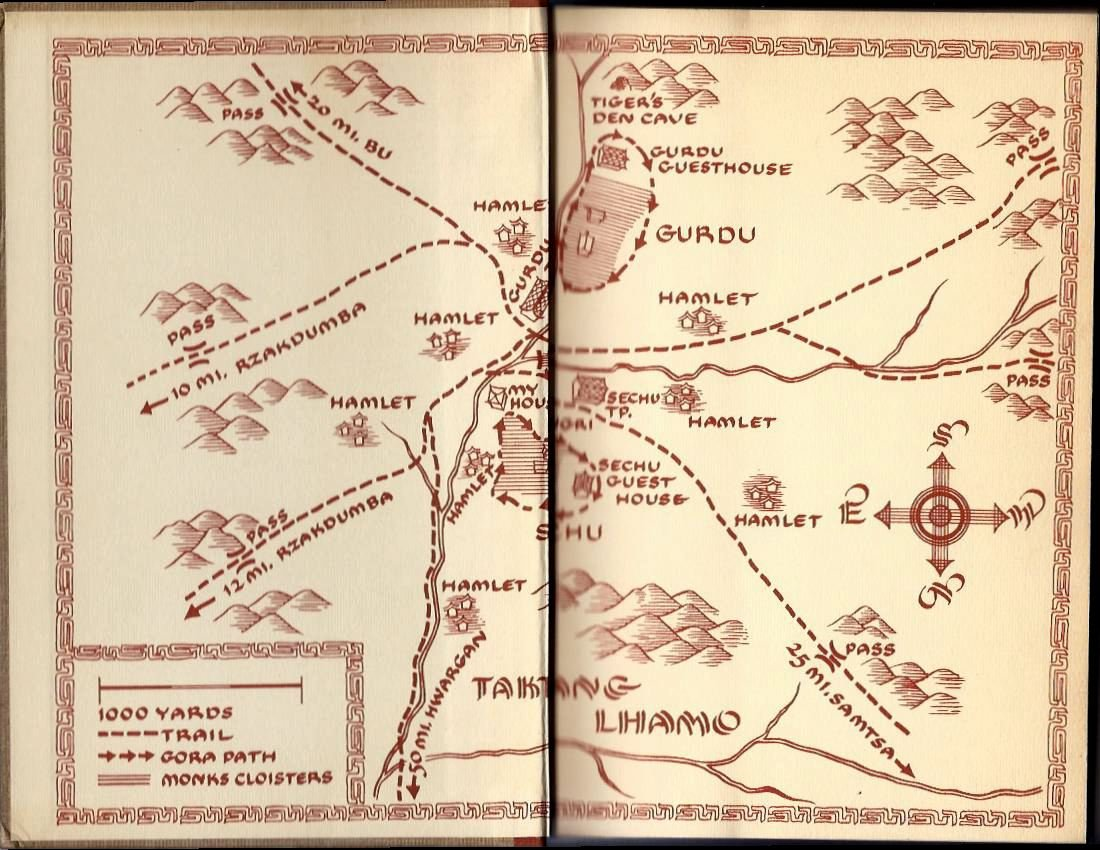
Tibetan Skylines里埃克瓦尔的手绘图

在2008年5月12日汶川大地震中，该寺受到波及，大经堂等21座房屋受损，受灾面积达到2305平方米。2010年，国家向郎木寺镇人民政府账户直接下拨200万元人民币，用于该寺维修和加固，由当地党委、政府组织施工。 
郎木寺规模较大的佛事活动主要有晒大佛、活佛讲法。晒大佛为每年一次的佛事活动，在农历正月十三日左右举行。郎木寺和白龙江对岸的格尔底寺在每年不同时间晒大佛，造成整个该地区一年有两次晒大佛活动。活佛讲法不定期举行，甚至多年才举行一次。
郎木寺的主要建筑是经堂，其他建筑还有：弥勒殿、罗汉堂、千佛殿、三层宝塔殿、药师佛殿、怙主殿、邬仗那大师殿、马头明王殿等等。